# Euripus myrinoides
Euripus myrinoides är en fjärilsart som beskrevs av Hans Fruhstorfer 1909. Euripus myrinoides ingår i släktet Euripus och familjen praktfjärilar. Inga underarter finns listade i Catalogue of Life.